# Micaelamys
Micaelamys é um gênero de roedores da família Muridae.

## Espécies
- Micaelamys granti (Wroughton, 1908)
- Micaelamys namaquensis (A. Smith, 1834)